# Citrogramma arisanica
Citrogramma arisanica är en tvåvingeart som först beskrevs av Tokuichi Shiraki 1930.  Citrogramma arisanica ingår i släktet Citrogramma och familjen blomflugor.
Artens utbredningsområde är Taiwan. Inga underarter finns listade i Catalogue of Life.